# 郭柏成
郭柏成（1978年1月15日—），新北市人，台灣花式撞球運動職業選手。

## 比賽成績
- 2001年亞洲盃撞球錦標賽季軍
- 2001年天祥盃撞球邀請賽冠軍 (決賽在 3:10 的絕對落後下大逆轉)
- 2003年亞洲盃撞球錦標賽季軍
- 2004世界花式撞球錦標賽季軍
- 2005世界花式撞球錦標賽亞軍
- 2005年緯來職撞大賽年度總冠軍
- 2010年卡達世界9號球錦標賽亞軍
- 2010年廣州亞運8號球冠軍